# Hodakekattekaval, Hunsur
Hodakekattekaval là một làng thuộc tehsil Hunsur, huyện Mysore, bang Karnataka, Ấn Độ.